# UNDEAD (漫画)
『UNDEAD』 （アンデッド）は、寺嶋将司による日本の漫画。『週刊少年サンデー超増刊』（小学館）で2009年APR.号から2010年2号まで連載された。その後は発表媒体をウェブに移行し、『クラブサンデー』で2010年3月2日から2010年10月5日まで連載された。単行本は少年サンデーコミックスから全4巻で発売された。

## ストーリー
八王子タロウが家に帰ってくると、おびえた様子の弟ジロウと、母親の死体を目にする。その直後、部屋の中にいた悪霊に、ジロウをさらわれてしまう。
悪霊の存在を目の当たりにしたタロウは方々に手を尽くし、悪霊退治を請け負う店、BAR「ネクロノミコン」の存在を知る。ネクロノミコンの店長にジロウ救出を依頼するが、「覚悟のない奴のために命はかけられない」と一蹴されてしまう。
その帰り道、タロウは店の少女ミトを狙う悪霊に襲われる。悪霊と対峙し、自分の身を省みずミトを助けたタロウの覚悟を見た店長は、悪霊を退治し、その悪霊をタロウに取りつかせる。
こうしてタロウは、身体に悪霊を宿した「悪霊（アンデッド）ハンター」となり、ジロウの手掛かりを探していく。

## 登場人物

### ネクロノミコン
八王子タロウ
物語の主人公の少年。高校二年生で、母親と弟のジロウと三人暮らし。父親の遺言で「強い心を持つこと」を信条にしており、不良に絡まれても返り討ちにしている。ある日悪霊に母親を殺され、弟を連れ去られてしまい、それをきっかけにハンターとしての道を歩むこととなる。自分に取りつかせた悪霊を融合させる能力と、ダメージを受けることで相手の感情を感じとる能力を持つ。ブラックリストを見るために不動使いとなったところで、弟を連れ去ったヨグの存在を知り、そのまま全面戦争にもつれ込む。ミチツラの出現、ジッコの悪霊化と劣勢になるが、ジッコの感情を読み取り倒す。店長の言葉を受け、暗陰を体に取りつかせる。そして多くの悪霊を取り込んで異形となり、ミチツラと戦う。決して諦めないその姿に、その場のハンターたちからも悪霊を託され、ク・レギオを誕生させる。悪霊エル・ダバ、トトを倒した後は、悪霊ハンターとして活躍するようになった。
ミト
ネクロノミコンで住み込みのアルバイトをしている少女。悪霊を引き寄せる体質で、体質を気味悪がった親によってヨグに売り飛ばされ、道具扱いされていた。そこを店長に救われ、それからネクロノミコンに匿われて暮らしている。普通の生活に憧れており、特に彼氏が欲しいらしい。それでも「心まで悪霊に負けてたまるか！」と、気高に構えている。クロキとの戦いで「結ぶ力」を発現させるが、ミチツラにさらわれ、悪霊をおびき寄せるエサにされた。
店長
BAR「ネクロノミコン」の店長。本名不明。常に煙草を咥えている。店長を任されるだけあってかなりの実力があり、103体もの悪霊を取りつかせている。タロウの覚悟を見るために、「どっちでもいい、お前の腕を切り落としてみろ」といってナイフを投げてよこした。ナイフを握ったがためらったタロウを、気が強いだけで心が弱いと評した。しかし、身を呈して悪霊からミトを守ったタロウの覚悟を見い出し、大けがをしたタロウの命を救うために悪霊を取りつかせた。だましだまし悪霊と戦わせて鍛えるつもりだったが、ヨグの存在を知られたところで全面戦争を決意。ヨグのボスを討とうと一人で動いていたが、ボスがミチツラに殺されていたため空振りに終わる。「暗陰」を使う案を思いつき、真っ先に自分の悪霊を融合させた。
ジッコ
ネクロノミコンに所属するハンターの青年。眼鏡をかけており、左右の眼の色が違う。5体の悪霊を取りつかせている。タロウのハンターとしての実力を測る役目を店長に任された。店長に「異常に厳しいし、異常に性格も歪んでいる」と言われるほどイヤな性格をしている。その理由は、目を掛けていたハンターが悪霊に殺される様を何度も見るうちに、厳しい性格になっていったためである。全面戦争のさなかにエル・ダバの攻撃によって死んで悪霊化し、タロウに襲い掛かる。最初はためらっていたが、僅かに残っていた人間としての想いを感じたタロウによって倒される。

### その他の悪霊ハンター
土御門サイ
悪霊ハンターの家系である土御門家の少女であり、26代目不動使い。古めかしいしゃべり方をする。ミトのカレーが好きで、鍋から直接がっつくほど。心臓病により死期が近づき、悪霊「百面不動」の次の使い手を選ぶ選定会を開いた。しかしヨグとの全面戦争では、他のハンターとともに悪霊と渡り合っていた。
地走テツト
悪霊の力で裏仕事を担う地走一族のハンターの少年。裏稼業に嫌気がさして一族を抜けようと考えており、その力をつけるために百面不動の選定会に参加した。不動使いになれなかったが、店長の依頼という形でタロウと同行している。仲間を犠牲にしてでも目的を果たそうとする冷酷な性格だったが、行動をともにすることでタロウを信頼するようになった。
ニコ
「ブラックリスト」を担う女性。ギャルと言った感じの見た目で、わがままな性格。自分が情報を提供したせいでハンターが死んでいくことに耐えられず、ブラックリストを見せることを拒むようになった。しかし、タロウの考えを聞いて、ブラックリストを見せることを承諾した。その後もタロウに付いて回り、暗陰の封印されている祠まで車で送って行った。
ランド兄弟
ニコの護衛兼監視役の兄第。白ガクランを着て、髪が逆立ち、額に傷のある小柄な方が兄で、頭にバンダナを巻いたガタイのいい方が弟。兄は服の裾に、弟は背中に「乱」と書かれている。ニコを物扱いしていたため、タロウの怒りを買った。

### ヨグ
ノギ
ヨグの幹部で通称『教授』。スーツの上から白衣を肩にかけた、眼鏡に口髭という学者風の男。服の襟にヨグのマークが入っている。ジロウを誘拐した張本人であり、ヨグの目的、ジロウをさらった理由をタロウ達に明かした。
自身の悪霊が倒されたところで、トトを宿したジロウの右腕を使って反撃を試みる。だが、隙を突かれて右腕をテツトに奪われ、部下たちが全滅したところで逃走。逃走先の森の中で、悪霊から解放された猛獣たちに襲われた。
クロキ
ヨグの幹部の大男。ジロウの左足を持っている。筋骨隆々で傷だらけと言う武道家のような出で立ちで、上半身は裸、下には道着の袴をはいている。左肩に「強」の字の刺青を入れ、袴にヨグのマークが描かれている。強い敵と戦う事にしか興味が無い戦闘中毒。強さこそが全てという価値観を持っており、弱者は道具としか扱わず、ミトを特にひどく扱っていた。ネクロノミコンのメンバーを一撃で一掃し、タロウとテツトの二人を翻弄する。そしてトトの力で止めを刺そうとするが、ミトの「結ぶ力」によって融合した二人の悪霊の攻撃に敗れる。
オク
ヨグの幹部の女性。ボンデージ風の衣装を着て、左胸にヨグのマークの刺青をいれている。通称『女王』。悪霊「チャーミング・シンディ」の能力により、多数の悪霊を従えている。性格は残忍で、暇潰しに手下の悪霊をいたぶったり、殺したりしている。ミチツラと同行し、悪霊の軍勢を率いてハンターたちとぶつかった。最初は優勢だったが、タロウが戦場に駆け付けたところで、手加減の必要がなくなった店長に一蹴された。
ミチツラ
ヨグの幹部。ワイシャツにズボンの、冷たい目つきの少年。赤ん坊だった頃に両親から虐待を受けており、それでも泣き声一つあげなかったという。その後、悪霊エル・ダバに両親を殺されるが、逆にエル・ダバを取りこんでしまったという過去を持つ。ヨグの理想である「欲望と悪霊に満ちた世界」を実現するために、ミトを誘拐し、地走一族の里を襲った。その際、「ジャマだった」という理由で、ヨグのボスを殺していた。エル・ダバが倒されたのち、ジロウの体からトトを解放し、その時にあふれた汚濁に巻き込まれた。

### その他
八王子ジロウ
タロウの弟で高校一年生。タロウとは違い「非戦論者」で、不良に絡まれてもあっさり財布を渡す。タロウの目の前で悪霊にさらわれてしまう。悪霊を抑えつける体質で、最強の悪霊トトすらコントロール可能になる。ヨグに誘拐され、トトを取りつかされ、身体をバラバラにされていたが、ミチツラによって元の体になり、決戦の場に連れてこられた。
野宮
タロウと同じ高校に通う少女。悪霊ハンターになってから学校に来なくなったタロウを心配していた。キリング・レニーのチケットを手に入れてしまい、ライブハウスにおびき寄せられた。その時タロウに助けられたが、悪霊の力を使ったタロウの姿を見て、おびえて逃げ出した。
吉高ミナ
ママ・ボマーの退治を依頼しに来た少女で、ママ・ボマーの娘。悪霊化した母親が退治されなくてはいけないことは分かっていても、退治されることに抵抗を持っていた。
室岡
土御門サイの執事を務める、ガタイのいい老人。悪霊を宿していない自称「単なる執事」「ただの老人」だが、ハンターを一撃で倒せるほどの実力者。不動使いの選定役を任されるが、テツトに右腕を斬られる。
老人
ナギト=ノル・ボルにつかまっていた老人。元とび職で、身軽に動ける。何の未練も無いため、絶望していなかった。タロウ達に希望の気持ちの強さを教えたのちに、攻撃を受けて絶命した。

## 登場した悪霊
出現時には、「簡単な説明 “異名” 名前 死亡年 死因」という定型文で紹介される。

### タロウが宿す悪霊
悪食天使（あくじきてんし）
人をも喰らった “狂気の美食家”　1568年　斬首
店を出たミトの気配に惹かれてやってきた悪霊。顔とは別に胴体に巨大な鼻と口が付いており、腕はフォークのような形をしている。スーツ姿の太った男のような姿になることも可能。タロウを襲うが、店長のクリムゾン・5に一蹴され、タロウに憑依させられた。悪霊の気配を察知すると空腹感を呼び起こし、喰らった物の感想を言う。
ミー太・キャノン
ハルを守る大砲になりたかった “化猫大砲”　1975年　惨殺
猫の悪霊で、口から砲門が伸び、胴体が砲台になっている。元はハルという少女に飼われていた猫。父親に虐待されるハルを守りたいと願っており、テレビに映っていた戦車のような力が欲しいと思っていたため、現在の姿になっている。村を出ようとしたところで、ハルを含む村人たちと共に仁右衛門ビレッジに殺され、それ以来ハルの死体を守り続けていた。守りたいという思いを受け止めたジロウに取りつく。
ママ・ボマー
人を爆死させることに快感を得ていた “麗しの爆弾魔”　1997年　爆死
爆弾のパーツとコードを寄せ集めたような姿をしており、人間の女性の姿にもなれる。地面や壁と一体化して爆弾を仕掛けることができる。生前は全国指名手配されていた女爆弾魔で、自分の爆弾で爆死した。悪霊化したため人間の記憶を失い、自分の娘も分からなかった。退治されたくないというミナの気持ちを察したタロウが、自分に取りつかせた。
百面不動
人を守護し世を守護し宇宙を守護しようとした “万世鎮守（ばんせいちんじゅ）”　857年　入滅
土御門家のハンターが代々宿す悪霊。宿した者は「不動使い」と呼ばれる。百個の顔が寄り集まった姿をしており、周りにはいくつもの手首が漂っている。雷を起こす能力があり、雷を纏った頭を飛ばしてくる。使い手の力量によって出せる顔の数が変わり、成長するほど数が増えて行く。
不動百一面（ふどうひゃくいちめん）
どんなに望みを絶たれても人の希みに窮まり無し “望々無窮（ぼうぼうむきゅう）”
ナギト=ノル・ボルにとらわれていた人々が僅かに持っていた希望の感情によって生まれた、百面不動の新たな面。大黒柱を打ち砕いた。
暗陰（アンノウン）
親も知らず情も知らず只々一人ぼっち “忘れられた孤児”　1945年　餓死
山奥の祠の中に鎖で繋がれていた、矮小な最弱の悪霊。誰からも相手にされずに死んだ寂しさの反動で、触れた生き物や悪霊を取り込み一体化する能力がある。店長はこの能力を使うことで、未知の悪霊を作り出そうと考えた。自身に取りつかせたタロウは数多くの悪霊を取り込んだために異形の巨体に変化した。その後、ハンターたちに託された悪霊とともに完全に一体化し、元の人間の姿に戻った。
ク・レギオ
神をも畏れず人々は唯思いを遂げる “小さき思いの結晶”　2010年　誕生
暗陰の能力により、オクの手下の悪霊、ハンターたちに託された悪霊が全て融合して生まれた悪霊。いくつもの顔が浮かんだ嵐のような姿をしている。託されたその思いから強くなり、エル・ダバやトトすら倒した。

### 店長が宿す悪霊
クリムゾン・5（ファイブ）
千の戦場を血に染めた “暗黒の騎士団”　1300年　討死
発動させると、五つの異形の兜といくつもの武器を持った手が出現し、店長の顔が兜のひとつの口の中に入っていく。
ハグ=ハグ・ベビーズ
母の愛を求め只がむしゃらにしがみつく “地蔵峠の捨て子”　1785年　間引
多数の赤ん坊の姿をしており、泣きながらしがみついてくる。相手の体に仕込んでおき、何らかの行動をとった時に発動させることも可能。
戒門坊怪慶（かいもんぼうかいけい）
神に会っては神を彫り魔物に会っては魔物を彫る “破戒の彫刻家”　1650年　手打ち
何本もの鑿と木槌をもった僧侶のような姿の悪霊。作った彫刻を人間のように動かすこともできる。
ヘビースモーカー・ダン
村を丸ごと焼き尽くした “インスマスの業火”　1857年　焼死
顔のある炎のような姿で、火の付いた葉巻を何本も咥えている。
地獄山八郎太
殺してしまった関取数知れず “千貫張手”　1758年　溺死
相撲取りの姿の悪霊で、腹に「小結」と書かれている。
グリーディ・ペペ
財産を無尽蔵に貯めこんだ “強欲金庫”　1942年　圧死
巨大な金庫の姿をした悪霊。主に防御手段として使われる。
テラー・プラトゥーン
奴等に抜けぬ要塞無し “陥要塞（かんようさい）”　1760年　生き埋め
巨大なハンマーを持った、作業着姿にヘルメットの男が何人も出現する。男たちの体からは触手が伸び、「C」と書かれたヘルメットをかぶった巨大な頭に繋がっている。
キャプテン・ノーランド
島一つを地図から消した “亡国の艦長”　1912年　撃沈
軍艦の姿をしており、船首は船長帽をかぶった髑髏になっている。ナギト・ノル=ボルを一瞬で撃破した。
油座田兵衛（あぶらざでんべえ）
油を好むこと魚が水を求めるが如し “油好事家”（あぶらこうずか）　1795年　焔死
「油」と書かれた徳利に顔と手を付けたような姿の悪霊。体の表面がぬめるうえに、徳利から出す油を操れる。
烈士 凶忠組（れっし きょうちゅうぐみ）
存在を抹殺された暗殺組織 “幕末の陰”　1868年　毒殺
侍の集団の悪霊。服や笠に「凶」と書かれている。

### ハンターの悪霊
ララミー三姉妹
百人の男を絞め殺した “絞殺館の魔女”　1872年　絞首刑
ジッコが宿している悪霊の一体で、三人で一体。
三人の女性の姿をしており、髪の毛が無数の腕に変化する。
仙波流 地走一党（せんばりゅう じばしりいっとう）
一国をも滅ぼした “戦国の悪夢”　1583年　全滅
テツトが宿す悪霊であり、一族の先祖にあたる。複数体の悪霊をひとまとめにしたもの。
二代目地走才蔵（にだいめじばしりさいぞう）
暗殺した者百余名 “凶刃忍者”　1583年　自害
テツトがよく使う悪霊。巨大な手裏剣が武器。
地走清海（じばしりせいかい）
その剛力山をも砕くと謳われた “剛力無双”　1583年　立ち往生
大岩を投げ飛ばし、森の木々をなぎ倒すほどの怪力を誇る悪霊。
鬼宗
幾百もの魂の嘆き “悪霊刀”
地走一族の長が宿す悪霊。巨大な刀の姿をしており、地走の里で一番の攻撃力を持つ。しかし、エル・ダバには全く通用しなかった。
クロニクル・シバ
死してなお世界の全てを記録する “忘れられた歴史家”　1035年　絶筆
ニコの宿す悪霊。いくつもの本や巻物の寄せ集めのような姿をしており、目玉と手首が周りを漂っている。あらゆる情報を持つ悪霊であり、危険な悪霊の情報を記した「ブラックリスト」そのものでもある。
雪舟
“魔刃”　1645年　自刃
ランド兄弟の兄が宿す悪霊。編み笠をかぶった侍のような姿をしており、何本もの刀を差している。
ドラゴン・リー
“凶脚”　1915年　銃殺
ランド兄弟の弟が宿す悪霊。辮髪で口髭を蓄えた中国人の姿をしており、身体が鎖で縛られている。

### ヨグの悪霊
ナギト=ノル・ボル
この世の全てを収集しなければ気が済まなかった “不浄なる博物学者”　1010年　獄死
ノギが宿す悪霊。何棟もの博物館の姿をしている。収集した動物や兵器を操作する能力があるが、店長曰く「収集物の力を失えばただのゴミ」。触手の塊のような分体を放って人間を誘拐させ、生きたまま内装にしている。弱点は「大黒柱」だが、何百本もの柱をこね合わせ、囚われた人間の絶望で塗り固めているため、よっぽどの攻撃でなければ破壊できない。
猛塊（たけるかたまり）
屈辱にまみれ果てた者共 “古強者の残滓”　1980年～　憤死
クロキが宿す悪霊の総称。一体一体が名のある武術家や格闘家の悪霊であり、クロキに敗れて憤死している。
竹中如水斎　
“静謐なる合気柔術” 1984年　憤死
身体の腕とは別に、一対の分離した腕が周りに浮いている。タロウの百面不動を軽くいなした。
究精流 田安剛拳　
“殺人空手” 1986年　憤死
強い打撃力を持つ悪霊。テツトの地走一党を一撃で倒した。
レスラー “マッド” ロック
“史上最悪の悪役（ヒール）”  1995年　憤死
覆面レスラーの悪霊。タロウとテツトの二人がかりの攻撃を受け止め、投げ飛ばした。
チャーミング・シンディ
出会った男は皆心奪われ人生を狂わされた “魔性の色香”　1954年　惨殺
オクが宿す女性型の悪霊。全身の縫い傷から出す香りで、他の悪霊を支配する能力がある。他のハンターが取りつかせている悪霊も操ることが可能。しかしオク曰く「戦闘能力は無い」らしい。
ビリー・ザ・シーフ
人を恨み世を恨み死んだ “チンケなコソ泥”　1953年　報復
オクの手下にされていた悪霊。生前はチンピラで、周りからクズ扱いされ、その悔しさで悪霊化した。オクの手下になっていたのも、他に居場所が無いためであった。ミトをさらってオクに差しだし、扱いを良くしてもらおうと考えていたが、裏切ったと勘違いされ襲われる。そのときに、境遇を悲しんだミトの涙によって心が変化し、ミトを助けてそのまま消滅した。
地走タジマ
オクの手下にされていた悪霊。右目を隠すようにバンダナを巻いている。もともとは地走一族の人間で、テツトとも顔見知り。トラップを使い相手を殺すのが専門だが、残虐すぎるゆえに一族を追放されたという過去を持つ。オクのことを気に入っており、シンディの能力が切れた後も、自分の意志でテツトを殺そうとしていた。決戦のさなかに、暗陰を宿したタロウに取り込まれた。
エル・ダバ
由来も忘れられし太古の悪意 “悪意の混沌”　死亡由来不詳
ミチツラが宿す悪霊。岩の塊のような姿をしている。神として崇めることで鎮められていた「神域」と呼ばれ、トトに次いで強い。攻撃することで相手の悪意を増長させる能力があり、この攻撃を受けて死ぬと悪霊化してしまう。
トト
神話の御代に現れてこの世の全てを呪い死んだ “汚濁の王”　紀元前5000年頃　征伐
この世で最初に生まれた悪霊。あらゆるものを腐敗させる能力があり、最強の悪霊と呼ばれている。あまりの強さに手がつけられず、海底に封印されていた。しかし、ジロウに取りつかせることで制御できるようになり、ヨグの戦力となっていた。

### その他
キリング・レニー
曲に命を吹き込むために人を殺し続けた “吸血ロッカー”　1980年　変死
ハンターになったタロウが初めて戦った悪霊。ギターを持ったロック歌手のような姿をしている。「STUDIO  VINE」というライブハウスに住み着き、ばら撒いたライブチケットを手にした人間をおびき寄せては襲っていた。獲物になった人間は額にケーブルを挿しこまれてギターのスピーカーとなり、いずれ生気を失ってミイラになってしまう。
仁右衛門ビレッジ
村を愛するあまり村そのものになってしまった “死人の村” 1633年　人柱
山奥を開拓した一団の最後の一人であり、村を愛する思いが強かった故に悪霊化してしまった。村の地面が巨大な顔になっている。1975年に村が廃村になった際、村を捨てようとした住民を皆殺しにして、それ以来死体を村人のように振る舞わせていた。

## 用語
悪霊
作中では、「イカレるほどの欲望や思いを持った人間の死体は、悪霊として蘇ってしまう」と説明されている。そのため、「霊」というよりもゾンビやリビングデッドに近い。「人間の」とあるが、猫の悪霊も登場している。欲望には善悪の区別は無く、何らかの強い思い残しがあれば悪霊化してしまう。共通して細かい描写の難しい姿をしているが、人間の姿をとることができる個体もいる。
複数体で「一体」と数える場合と、同系統の悪霊をひとまとめにしている場合がある。
身体に宿らせる場合、適合率は1%以下であり、適合しても力を使うにはかなりの精神力が必要となる。
悪霊（アンデッド）ハンター
悪霊を体に取りつかせ、悪霊と戦う力を得た者。取りつかせた悪霊の力を使える他に、心臓が無事なら身体がバラバラになっても再生できる。大抵のハンターは各地の「店」（ギルドのようなもの）のいずれかに属し、訪れた客から依頼を受ける。
不動ヶ峰
百面不動の新たな使い手を決める選定が行われた山。数多の修行者が命を捧げた地であり、百面不動のテリトリーでもある。
地走一族
悪霊ハンターの能力で裏仕事を請け負う家系で、元は忍者の一族。二つ巴のような紋を服に入れている。ハンターの弱点である心臓を特殊な箱で護っている。その里は、悪霊の集まりやすい場所にあるため、ヨグの目的に利用された。
ブラックリスト
危険な悪霊の情報が記された本であり、悪霊「クロニクル・シバ」そのもの。ある程度のレベルの悪霊を宿す者が目にする資格を持ち、「閲覧者」と呼ばれる。
ヨグ
悪霊ハンターの中でも一大勢力を築いている組織。構成員たちは、マークを服に入れたり、刺青にしている。欲望のままに生きられる世界を創造し、人々の進化を促すことを目的としている。そのため構成員たちも、自分の欲望に従って動いている。ミチツラの裏切りによってボスが殺され、そのミチツラが敗れ、壊滅した。
結ぶ力
ミトが発現させた能力。悪霊を引き寄せる体質の者のなかでも、特に強い者が持つ。複数のハンターが持つ悪霊を融合させることができる。
異体結束 地走百面身
地走一族と百面不動が融合した姿。重い一撃を次々と繰り出し、トトの力を使っていたクロキを倒した。
食・刃結束 悪食手裏剣
二代目地走才蔵と悪食天使が融合した姿。いくつもの口が付いた手裏剣を放ち、敵を次々と喰っていく。

## 既刊一覧
1. 2009年9月17日発行、ISBN 978-4-09-121768-4
2. 2010年2月18日発行、ISBN 978-4-09-122177-3
3. 2010年6月18日発行、ISBN 978-4-09-122340-1
4. 2010年11月18日発行、ISBN 978-4-09-122677-8